# 1510
Cette page concerne l'année 1510  du calendrier julien.
L'année 1510 est une année commune qui commence un mardi.

## Événements
- 5 janvier : le général espagnol Pedro Navarro débarque à Bougie avec 5 000 hommes et s'empare de la ville le lendemain. Alger (1510-1525), Tunis et Tlemcen prêtent hommage au roi d'Espagne[1].
- 22 janvier et 14 février : la Couronne de Castille commande à la Casa de Contratación de Séville l'envoi de 50, puis de 200 esclaves noirs africains vers Hispaniola, en Amérique[2].
- 17 février, Inde : les Portugais d'Afonso de Albuquerque prennent Goa au sultan de Bijapur Adil Khan sans combat[3]. Ils doivent abandonner la ville le 30 mai et se réfugier dans leurs bateaux à la suite d'une contre-offensive des musulmans[4].
- 25 juillet : Pedro Navarro s'empare de Tripoli[5].
- 28 août : échec de Pedro Navarro à la bataille de Djerba[6].
- Début novembre : Martín Fernández de Enciso fonde Santa María la Antigua del Darién, la première colonie espagnole sur le continent américain (Tierra Firme)[7].

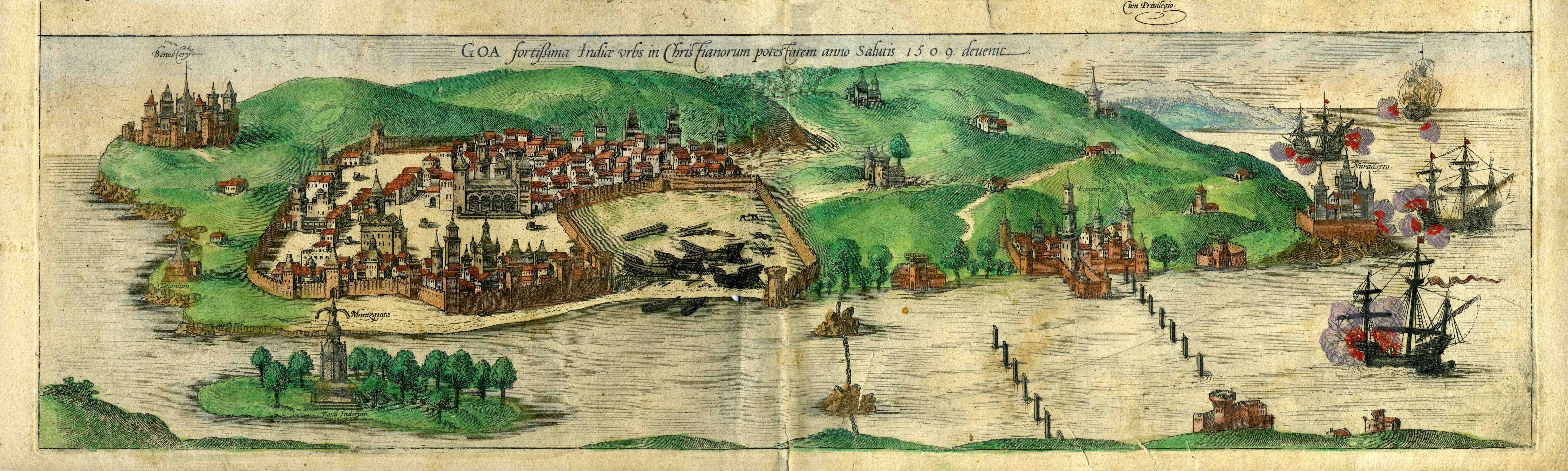
25 novembre : Les Portugais prennent Goa

- 25 novembre : les Portugais s'emparent définitivement de Goa à la suite de sanglants combats suivis de massacres puis la fortifient[4]. Ils y créent une colonie, qui deviendra la capitale des Indes Portugaises. Les Maures de Goa sont massacrés, les mosquées brûlées. Plusieurs ports de la côte de Malabar sont investis.
- 2 décembre : Muhammad Chaybani est vaincu et tué à Merv par le Séfévide Chah Ismaïl. Son oncle Ibrahim Kütchündju lui succède comme khan des Ouzbeks (fin en 1530).
- Décembre : Diego de Nicuesa fonde la forteresse de Nombre de Dios sur l'isthme de Panamá[8].

- Chine : révolte organisée par la pègre au Nord du pays (1510-1512) et conspiration des princes feudataires (1510-1519) [9],[10].
- Brésil : l’aventurier portugais Diogo Álvares Correia, échoué à la suite d’un naufrage dans la baie de San Salvador, se taille un petit empire grâce à son mariage avec la fille d’un chef de tribu Tupinamba[11].

### Europe
- 24 février : Jules II lève l'excommunication contre Venise, se réconcilie avec elle et prend parti contre Louis XII. Il regroupe contre la France une ligue qui regroupe les Suisses, les Aragonais, Venise et même l’Angleterre[12].
- 6 mars : diète d'Empire à Augsbourg[13]. La réforme de 1501 du gouvernement commun des pays héréditaires de la maison d’Autriche est abandonné.
- 13 mars : l'évêque de Sion, Mathieu Schiner obtient la levée de 6000 suisses par la diète de Lucerne[14]. Il détourne les Suisses du parti français, qui se rangent aux côtés du pape[15].
- 25 mai, France : mort du cardinal d’Amboise. Sa succession est assurée par un Conseil de quatre membres (le trésorier Florimond Robertet, l'évêque de Paris Étienne Poncher, Imbert de Bartanay, le bailly d'Amiens Raoul de Lannoy)[16].
- Juin, Lyon : une ordonnance de Louis XII impose que la langue juridique pour tous les actes de justice soit celle du peuple, et non le latin (voir aussi édit de Villers-Cotterêts)[17].

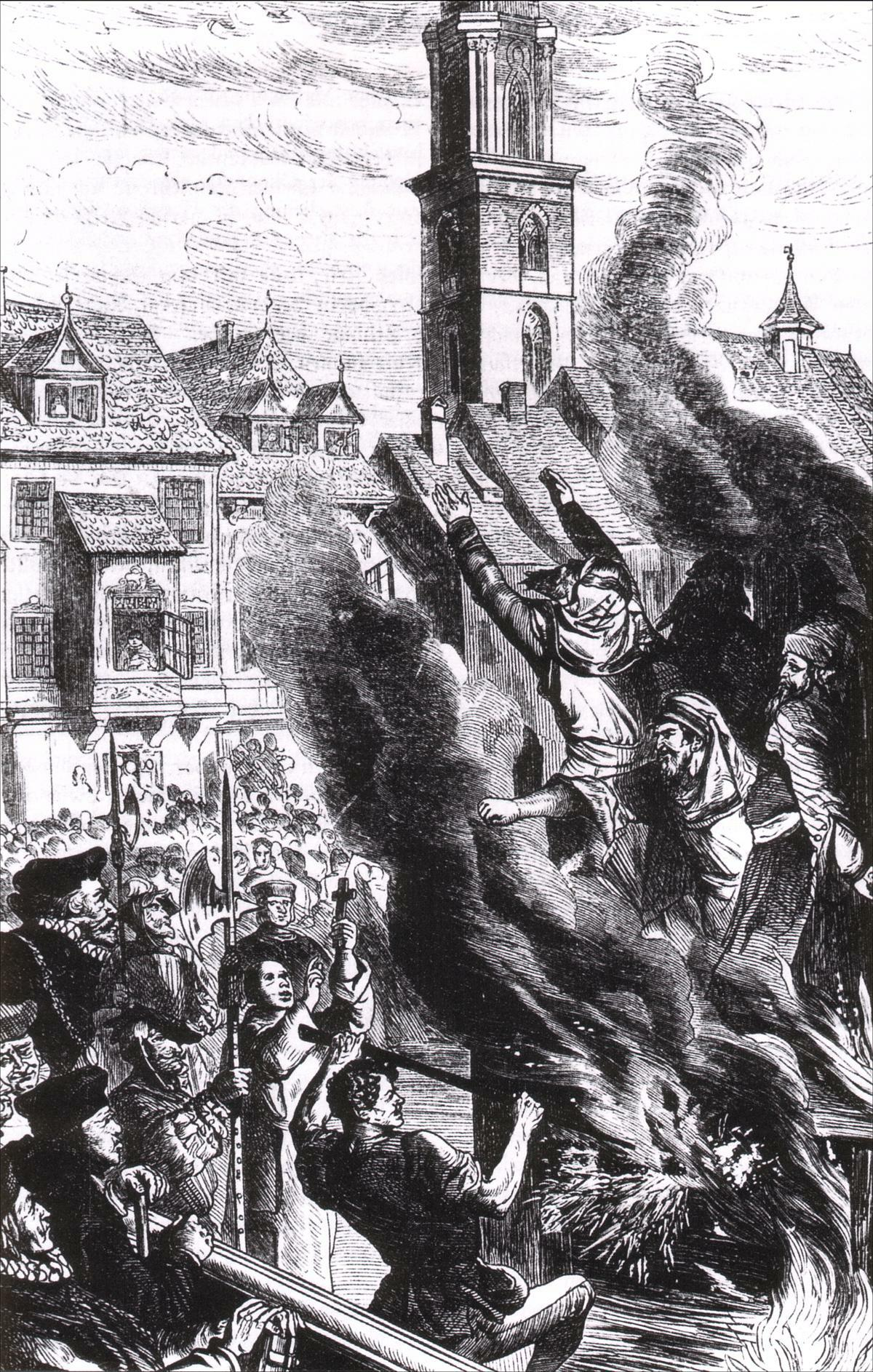
19 juillet : bûcher de Berlin

- 19 juillet : 38 juifs accusés d'avoir profané une hostie et d'avoir volé des vases consacrés dans l'église du village de Knoblauch près de Brandebourg-sur-la-Havel sont brûlés à Berlin, et tous les Juifs de la Marche de Brandebourg sont expulsés[18].
- Juillet : Jules II envoie une flotte contre Gênes, pour soulever cette ville contre la France, en vain[15].
- 14 septembre : Louis XII convoque l’assemblée des évêques français à Tours[15]. Elle récuse les guerres temporelles du pape contre les princes, mais autorise les combats royaux et nationaux contre le Vatican, annule à l’avance toute excommunication pontificale et proclame la supériorité du concile général sur la papauté.
- Septembre : les Suisses envahissent la Lombardie puis se retirent[15].
- Novembre : Luther est choisi par le supérieur des augustins observant, Staupitz, pour essayer d’obtenir la reconnaissance de la réforme des observants (opposés aux conventuels) par Rome[19].
- 14 décembre : mort de Frédéric de Saxe[20]. Albert de Brandebourg-Ansbach est élu grand maître des chevaliers Teutoniques.

- Vassili III de Russie annexe la principauté de Pskov[21].
- Les ordres de Styrie achètent à Graz une série de maisons sur lesquelles ils édifieront leur Landhaus (palais gouvernemental)[22].
- Maximilien d'Autriche fait diffuser le Recueil des plaintes de la nation allemande contre Rome[23].
- L’humaniste Jacques Wimpfeling est chargé par Maximilien d'Autriche de constituer un dossier intitulé Préjudices causés par l’Église de Rome[24].
- Philothée, abbé de Saint-Eléazar à Pskov, développe la thèse de « Moscou, troisième Rome » dans une lettre à Vassili III[25].

## Naissances en 1510
- 25 mars : Guillaume Postel, orientaliste, philologue et théosophe français († 6 septembre 1581).
- 1er mai : Claude de L'Aubespine, homme d'État et diplomate français († 11 novembre 1567).
- 27 mai : Giovanni Battista Cicala, cardinal italien († 8 avril 1570).
- 5 juin : Louis II d'Orléans-Longueville, fils de Jeanne de Hochberg et de Louis Ier d'Orléans-Longueville († 9 juin 1536).
- 22 juillet : Alexandre de Médicis, duc de Penne puis duc de Florence, seigneur de Florence († 6 janvier 1537).
- 12 septembre : Cristoforo Canal, amiral vénitien († 18 juin 1562).
- 6 octobre : John Caius, médecin anglais († 29 juillet 1573).
- 25 octobre : Renée de France, fille de Louis XII et d'Anne de Bretagne († 12 juin 1574).
- 28 octobre : François Borgia, jésuite espagnol († 30 septembre 1572).
- 28 décembre : Nicholas Bacon, juriste et homme politique anglais († 20 février 1579).
- Date précise inconnue :
  - Orazio Alfani, architecte et peintre italien de l'école ombrienne († 1583).
  - Jacopo Bassano, peintre maniériste italien († 13 février 1592).
  - Henriette Bonna, militante protestante suisse († 1537).
  - Charles de Berlaymont, baron de Berlaymont, seigneur de Beauraing, Hierges, Floyon et Péruwelz, gouverneur et souverain bailli de Namur, chevalier de la Toison d'Or, conseiller de Marguerite de Parme († 4 juin 1578).
  - Antonio de Cabezón, organiste et compositeur espagnol († 26 mars 1566).
  - Brusquet, fou du roi, il remplaça Triboulet et vécut à la cour de François Ier et de ses successeurs Henri II de France, François II de France, Charles IX de France († 1568).
  - Pierre Bucher, magistrat grenoblois, sculpteur, architecte, professeur de droit, doyen de l'université de Grenoble et procureur († 1576).
  - Giacomo Castriotto, capitaine  et ingénieur militaire italien († 1563).
  - Augustin de Cazalla, clerc espagnol d'inspiration érasmisante († 1559).
  - Prospero Centurione Fattinanti, soixante-dixième doge de Gênes († 1581).
  - Henri Cleutin, gentilhomme de la Maison du roi, puis ambassadeur de Marie Ire d'Écosse († 20 juin 1566).
  - François Clouet, peintre et dessinateur français († 1572)[26].
  - Realdo Colombo, médecin et chirurgien italien († 1559).
  - Jacopino del Conte, peintre maniériste italien († 1598).
  - Gilles Corrozet, écrivain et imprimeur français († 1568).
  - Adriaen Pietersz Crabeth, peintre de vitraux néerlandais († 1553).
  - Luigi Dentice, compositeur, chanteur  et luthiste italien († 1566).
  - Pier Francesco Ferrero, cardinal italien († 14 novembre 1566).
  - Pierre Galland, professeur au Collège royal († 6 septembre 1559).
  - Nicolas de Grouchy, érudit et écrivain français († 1572).
  - Antoine de Heredia, religieux espagnol († 22 avril 1601).
  - Giovanni Ingrassia, médecin italien († 6 novembre 1580).
  - Baldassarre Lanci, architecte et ingénieur italien († 1571).
  - Richard Leblanc, cuisinier et écrivain français († 1580).
  - Robert de Lenoncourt, comte-évêque de Châlons-en-Champagne, de Metz, archevêque d'Embrun, d'Auxerre, de Sabine, d'Arles de Toulouse et cardinal († 2 février 1561).
  - Tristán de Luna, conquistador espagnol († 1571).
  - Louis Le Roy, écrivain français († 1577).
  - René Martineau, médecin français, médecin des rois de France François II et Charles IX († 25 juin 1573).
  - Matsunaga Hisahide, samouraï puis daimyo japonais († 19 novembre 1577).
  - Martynas Mažvydas, auteur et éditeur du tout premier livre jamais imprimé en langue lituanienne († 1563).
  - Antonio Mizauld, astrologue et médecin français († 1578).
  - Oda Nobuhide, daimyo de la province d'Owari au Japon pendant la période Sengoku († 21 avril 1551).
  - Gualtiero Padovano, peintre italien († 1552).
  - Bernard Palissy, céramiste français († 1589 ou 1590)[27].
  - Gastón de Peralta, vice-roi de Nouvelle-Espagne († 1587).
  - Guillaume de Pierrefleur, notaire, historien et écrivain suisse († 1580).
  - Giovanni Battista Ponchini, peintre italien († 1577).
  - Jean V de Pontevès, dit le comte de Carcès, capitaine français des guerres de religion († 20 avril 1582).
  - Albertus Risaeus, réformateur protestant († 18 mai 1574).
  - Simao Rodrigues de Azevedo, prêtre jésuite portugais († 15 juillet 1579).
  - Juan Rodríguez Suárez, explorateur et conquistador espagnol († 1561).
  - Francesco Salviati, peintre maniériste italien († 11 novembre 1563).
  - Satomura Shōkyū, artiste japonais, maître du vers lié du genre renga († 1552).
  - François Ier de Saxe-Lauenbourg, prince de la maison d'Ascanie († 19 mars 1581).
  - Lambert Zutman dit Suavius, architecte, peintre, graveur, imprimeur et poète († 1567).
  - Luigi Tansillo, poète italien († 1er décembre 1568).
  - Emmanuel Tremellius, théologien hébraïsant réformé d'origine italienne († 9 octobre 1580).
  - Cesare Turco, peintre italien († 1560).
  - Francisco Vásquez de Coronado, conquistador espagnol († 22 septembre 1554).
  - Juan Bautista Vázquez le Vieux, sculpteur espagnol († 12 juin 1588).
  - Nicolas Durand de Villegagnon, militaire et explorateur français († 9 janvier 1571).
  - Joachim Westphal, théologien luthérien allemand († 16 janvier 1574).
  - Denis Zachaire, alchimiste français († 1556).
  - Lambert Zutman, architecte, peintre, graveur, imprimeur et poète né à Liège († 1567).
- Vers 1510 :
  - Domenico Bianchini, compositeur, luthiste et mosaïste vénitien († vers 1576).
  - Jörg Breu le Jeune, peintre allemand († 1547).
  - Giovanni Capassini, peintre maniériste italien († vers 1579).
  - Juan Correa de Vivar, peintre espagnol († 16 avril 1566).
  - Jerónimo Cósida, peintre, sculpteur, architecte et orfèvre espagnol († 5 avril 1592).
  - Deodato Guinaccia, peintre italien († 1585).
  - Fermo Guisoni, peintre maniériste italien († vers 1580).
  - Luis de Morales, peintre espagnol († 9 mai 1586).
  - Alonso Mudarra, vihueliste, guitariste et compositeur espagnol († 1er avril 1580).
  - Diego Ortiz, musicien et compositeur espagnol († 1570).
  - Luis Venegas de Henestrosa, compositeur espagnol († 27 décembre 1570).

## Décès en 1510
- 8 février : Francesco Bianchi, peintre itralien (° 1447).
- 1er mars: Francisco de Almeida, explorateur portugais.
- 10 mars : Jean Geiler, prédicateur, à Strasbourg (° 1445).
- 17 mai : Botticelli (Sandro Filipepi), peintre italien (° 1445).
- 25 mai : Georges d'Amboise, cardinal français, archevêque de Rouen (° 1460).
- 14 juillet : Arthur Stuart, second fils de Jacques IV d'Écosse et de Marguerite Tudor (° 20 octobre 1509).
- 25 octobre/7 novembre : Giorgione (Giorgio Zorzi), peintre italien (° 1476).
- Vers 1510 :
- Shūgetsu, peintre et moine japonais (° ?).